# Iveta Radičová
Iveta Radičová (rojena Karafiátová), slovaška sociologinja in nekdanja političarka, * 7. december 1956, Bratislava, Češkoslovaška. 
Iveta Radičova je slovaška sociologinja in nekdanja političarka, ki je med letoma 2010 in 2012 opravljala funkcijo predsednice vlade Slovaške. Kot prva ženska na tem položaju je vodila koalicijsko vlado kot članica SDKÚ-DS. Kot predsednica vlade je bila odgovorna za upravljanje gospodarstva po veliki recesiji in je podpirala zmanjšanje javnofinančnega primanjkljaja in boj proti korupciji.

## Akademska kariera in aktivizem
Rodila se je rodila v času komunistične Češkoslovaške, kjer je začela svojo akademsko kariero kot sociologinja. Bila je ena redkih žensk z vidno vlogo v žametni revoluciji, kjer je delovala kot govornica gibanja Javnost proti nasilju.(str.240–241) Leta 1992 je ustanovila Center za analizo socialne politike..(str.240) V 1990-tih je nasprotovala razpadu Češkoslovaške in vladavini Vladimirja Mečiarja.(str.559–560)

## Politična kariera
Leta 2005 je postala ministrico za delo, socialne zadeve in družino.(str.241) Leta 2006 je bila izvoljena v parlament(str.242), leta 2009 pa je bila druga na predsedniških volitvah.(str.242)
Po predsedniških volitvah je Radičova postala tarča političnega škandala. 21. aprila 2010, ko je bila njena kolegica poslanka Tatiana Rosová odsotna iz parlamenta, je Radičová v njenem imenu glasovala proti parlamentarnim pravilom. Radičová je dva dni kasneje odstopila s svojega sedeža. Obdržala je položaj podpredsednice SDKÚ-DS in v dvoboju za prvo mesto na kandidatni listi stranke za parlamentarne volitve leta 2010 premagala Ivana Mikloša.:244
Čeprav SDKÚ-DS ni dobila večine glasov, premier Robert Fico iz stranke Smer – slovaška socialna demokracija ni uspel sestaviti koalicije. SDKÚ-DS je nato uspela oblikovati koalicijo, Radičová pa je postala njena vodja kot slovaška predsednica vlade.:245 
Koalicija je razpadla leta 2011, zaradi glasovanja o Evropskem instrumentu za finančno stabilnost. Ko se je Stranka svobode in solidarnosti pridružila opoziciji (SaS), je Radičová vztrajala, da bo glasovanje proti temu instrumentu razumela kot glasovanje o nezaupnici njeni vladi. Vendar stranka SaS ni spremenila svojega stališča, kar je vodilo v padec vlade.:245 Radičová in njena stranka SDKÚ-DS so po tem izdali izjavo, v kateri so zagovarjali odločitev in trdili, da je integracija z Evropo pomembnejše od obstoječe vlade.:245–246 
Do konca svoje vlade Radičova ni uspela uresničiti večine svojih političnih ciljev, predvsem zaradi kratkega obdobja, ko je bila predsednica vlade. Kot oteževalni dejavnik je navedla tudi veliko recesijo, ki je po njenih besedah povzročila nemire in otežila upravljanje po vsej Evropski uniji.: 246 

## Po koncu predsedniške funkcije
Radičovo je nasledil njen predhodnik Robert Fico.: 246  Po odhodu iz politike se je vrnila na Univerzo Komenskega, kjer je nadaljevala s poučevanjem. 3. maja 2012 se je odpovedala članstvu v stranki SDKÚ-DS, vključno s položajem namestnice vodje stranke. Leta 2017 so Radičovo izbrali za dekanjo Fakultete za množične medije na Panevropski univerzi.
Leta 2013 je izdala knjigo Krajina hrubých čiar, kjer je opisala svoje izkušnje kot predsednica vlade.